# 京都ラーメン小町
『京都ラーメン小町』（きょうとラーメンこまち）は、KBS京都テレビで放送されていたミニ番組である。2011年10月3日放送開始。

## 概要
女の子からの目線で京都府内のラーメン店を紹介する番組として放送された。

## 出演者
リポーター
- 京都美少女図鑑

ナレーション
- 井戸田潤（スピードワゴン）

## 放送時間
- 月曜日 23:55 - 24:00（JST）